# ديلارد
ديلارد (بالإنجليزية: Dillard, Georgia)‏ هي مدينة تقع في مقاطعة رابون بولاية جورجيا في الولايات المتحدة. تبلغ مساحة هذه المدينة 4 (كم²)، وترتفع عن سطح البحر 660 م، بلغ عدد سكانها 339 نسمة في عام 2010 حسب إحصاء مكتب تعداد الولايات المتحدة.

## وصلات خارجية
- dillardgeorgia.com
- Cities & Counties - Georgia.gov